# Robin Piso
Robin Piso (26 juli 1990) is een Nederlands toetsenist. Hij is vooral bekend van de Limburgse psychedelische bluesrockband DeWolff, waarin hij hammondorgel speelt.

## Biografie
Piso krijgt als kind pianoles en speelt in die tijd vooral klassieke muziek. Als de broers Pablo en Luka van de Poel hem in 2007 vragen om samen met hen een band te beginnen (DeWolff), switcht hij naar orgel. Piso bespeelt bij DeWolff in eerste instantie een keyboard met orgelgeluid, later schakelt hij over naar hammondorgel.
Met DeWolff oogst Piso al snel succes. Nadat de band in juli 2008 de landelijke finale van Kunstbende wint, komt in september van dat jaar hun eerste EP uit. In januari 2009 treedt de DeWolff op in Paradiso. Er volgen vele optredens in Nederland en vanaf 2010 ook in de rest van Europa.
In 2012 richt Piso, als nevenproject van DeWolff, de muziekgroep Orgel Vreten op, waarin hij samen met mede-organist Thijs Schrijnemakers een muzikaal gevecht aangaat op hammondorgel, begeleid door een drummer en bassist. Piso verlaat Orgel Vreten in 2014, omdat hij het niet meer kan combineren met zijn activiteiten bij DeWolff.

## Onderscheiding
Op 11 februari 2019 wint Piso met DeWolff een Edison in de categorie 'rock' voor hun album Thrust.

## Voorbeeld
Piso beschouwt Deep Purple-toetsenist Jon Lord als zijn grote voorbeeld, vanwege diens strakke, felle spel en centrale plek in de band.

## Trivia
- Naast zijn activiteiten bij DeWolff studeert Piso vanaf 2008 Biomedische technologie aan de Technische Universiteit Eindhoven en behaalt er in 2013 zijn bachelordiploma.